# トレカーテ
トレカーテ（伊: Trecate）は、イタリア共和国ピエモンテ州ノヴァーラ県にある、人口約21,000人の基礎自治体（コムーネ）。

## 地理

### 位置・広がり
| 隣接するコムーネは以下の通り。括弧内のMIはミラノ県所属を示す。 - ベルナーテ・ティチーノ (MI) - ボッファローラ・ソプラ・ティチーノ (MI) - チェラーノ - ガルバーニャ・ノヴァレーゼ - ノヴァーラ - ロメンティーノ - ソッツァーゴ |

## 姉妹都市
- Saint-Paul-Trois-Châteaux、フランス 2003年